# العباسية (أسوان)
قرية العباسية هي إحدى القرى التابعة لمركز كوم أمبو في محافظة أسوان في جمهورية مصر العربية.